# 아르노알두스
아르노알드(Arnoald) 또는 아르노알두스(Arnoldus, 540년-611년)는 프랑크 왕국의 왕족, 귀족이자 가톨릭 성직자로 카롤링거 왕조의 선조였다. 601년과 603년부터 611년까지 제25대 메츠 교구의 주교였다.
아르눌핑 왕가와 카롤링거 왕가의 선조로, 591년부터 601년까지 메츠의 주교를 지낸 아길룰프의 조카이자 후계자였다. 아르눌프의 아버지라는 설도 있다. 아르누알(Arnual)이라고도 한다. 그의 이름 아르노알드는 아놀드라는 영미식 이름의 어원이 되었다. 사후 가톨릭 교회의 성인으로 추대되었다. 모계로는 메로빙거 왕조의 외손이다. 축일은 10월 9일이다.

## 생애
아르노알드는 540년 또는 560년에 태어났으며, 오스베르트와 빌리힐데스의 아들이었다. 이름 아르노알드는 옛 고지 독일어(Althochdeutsche)로 독수리처럼 물결친다는 뜻에서 유래한 이름이다.
아르노알드는 모계로는 클로비스 1세의 후손으로, 프랑크 왕국의 왕족이었다. 어머니 빌리힐데스는 클로타르 1세의 딸 또는 클로타르 1세의 아들 하리베르트 1세의 딸이었다. 파울루스 디아코누스는 Episcoporum Mettensium에서 그의 아버지는 고귀한 원로원 의원이요, 어머니는 클로도베쿠스 왕의 딸로부터 태어났다고 언급하였다. 파울루스 디아코누스는 그가 전임자인 아길룰프의 조카라고도 언급하였다.
아르노알드의 유년 시절이나 젊은 시절, 메츠 주교가 되기 직전에 대해 정확하게 알려진 것은 없고 다만 파울 디아코누스에 의하면 그의 어머니가 왕 클로비스 1세의 딸의 후손이라 언급하였다. 591년부터 601년까지 메츠의 주교로 있던 아길룰프(Aigulphe)는 그의 아버지 오스베르트의 형제였다. 아길룰프는 처가 그리고 외가 또는 할머니쪽으로 랑고바르드 왕국의 유력 귀족가문이었던 아길롤핑 가문의 인척이었다.
일찍이 가톨릭 교회의 성직자가 되었으며 601년과 603년부터 611년까지 제25대 메츠 교구의 주교로 있었다. 한때 그는 르망의 교회에 속하는 재산을 강탈하여 사취했다고도 한다. 딸은 메츠의 도다(Doda of Mez)로 메츠 주교를 지낸 아르눌프의 아내이며, 612년 트리어(Trier) 수녀원의 수녀가 되었다. 그는 메닝겐(Merkingen) 마을 수도원의 설립자로도 추정된다. 메로빙거 왕조의 왕 테오데베르트 2세로부터 메닝겐 마을을 선물로 하사받았고, 그는 자르브뤼겐 주변 지역에 그리스도교 선교 활동을 하였다.
그는 성 아르눌 교회(St. Arnual)에 안치된 것으로 추정되며, 1989년에서 1995년 사이에 학자들이 발굴작업을 하기도 하였다. 사후 가톨릭 교회의 성인으로 추대되었으며 축일은 10월 9일이다.

## 아르눌프와의 관계
일설에 의하면 아르눌프가 아르노알드의 아들이라고 한다. 그러나 다른 견해에 의하면 아르눌프는 그의 딸 도다의 남편이며 리푸아리아 프랑크 족 출신 보데기셀의 아들이라고도 한다.

## 가족 관계
- 아버지 오스베르트(Ausbert) 또는 안스베르트(Ansvert)
- 어머니 빌리힐데스, 클로타르 1세 또는 하리베르트 1세의 딸, 혹은 클로타르 1세의 외손녀
- 부인
  - 딸 메츠의 도다
  - 사위 아르눌프(Arnulf, 580-641)
    - 손자 안세기셀(Ansegisel)
    - 손자 클로둘포(Chlodulfo)

## 같이 보기
- 아우스트라시아
- 아르눌프
- 클로타르 1세
- 하리베르트 1세
- 피핀 1세
- 안세기셀
- 클로둘포

## 참고 자료
- Christian Settipani, Les Ancêtres de Charlemagne (France: Éditions Christian, 1989).
- Christian Settipani, Continuite Gentilice et Continuite Familiale Dans Les Familles Senatoriales Romaines A L'epoque Imperiale, Mythe et Realite, Addenda I - III (juillet 2000- octobre 2002) (n.p.: Prosopographica et Genealogica, 2002).
- Various Monumenta Germaniae Historica (Leipzig: Verlag Karl W. Hiersemann, 1923-1925).
- David Humiston Kelley, "A New Consideration of the Carolingians," The New England Historical and Genealogical Register, vol. 101 (1947)
- Onomastique et Parenté dans l'Occident médiéval, 2000, Settipani and K.S.B. Keats-Rohan, editors
- Depoin, J., "Grandes figures monacales des temps mérovingiens: saint Arnoul de Metz. Études de critique historique", Revue Mabillon, 1921, p. 245-258, et 1922, p. 13-25.
- Evangelische Kirchengemeinde St. Arnual (Hrsg.): Stiftskirche St. Arnual, Wiederindienstnahme am 18. September 1994, Saarbrücken 1994.
- Andreas Heinz: Glaubenszeugen und Fürsprecher, Die Heiligen des Saarlandes, Saarbrücken 1980, S. 49–53.
- Andreas Heinz: Heilige im Saarland, 2. Auflage, Saarbrücken 1991. ISBN 3-925036-44-X
- Hans-Walter Herrmann: Die Stiftskirche in Saarbrücken/St. Arnual, Kunsthistorische Reihe des Landesinstitutes für Pädagogik und Medien, Saarbrücken 1997.
- Hans-Walter Herrmann (Hrsg.): Die Stiftskirche St. Arnual in Saarbrücken. Rheinland-Verlag, Köln / Bonn 1998, ISBN 3-7927-1724-7 (= Schriftenreihe des Vereins für Rheinische Kirchengeschichte, Band 130)